# Agner Krarup Erlang
Pour les articles homonymes, voir Erlang.
Agner Krarup Erlang (1er janvier 1878 - 3 février 1929 à Copenhague) est un mathématicien danois ayant beaucoup travaillé sur la théorie des files d'attente, et la gestion des réseaux téléphoniques.
Erlang s'est attelé à l'élaboration d'un modèle mathématique pour le dimensionnement des réseaux de télécommunications, fondé sur les processus de Poisson. Son approche statistique exploite la loi des événements rares pour réduire les coûts d'exploitation en optimisant le trafic sur une ligne de transmission. Ces recherches marquent les premiers pas de la théorie des files d'attente.